# Boy van Lamoen
Boy van Lamoen (4 juni 1982) is een Nederlands muziekproducer. Hij produceert onder andere trance en hardstyle. Hij bracht in 2000 met de groep Collusion een van zijn eerste tranceplaten (Impetuous) uit onder het gelijknamige label. Zijn andere muziek verscheen onder de labels Silicon Recordings (trance), Captivating Sounds (trance) en Superplastik (hardstyle). De trance van Lamoen kenmerkt zich door een hoog tempo en vaak rustige break met daarna een climax met krachtige synths.

## Bijnamen
- Solo: Lamoen, Intoxica en Polaris
- In groepen: Collusion, De Puta Madre, Image, JayMen, John Remedy, Modena, Solicitous, Sybian.[1]

Zijn samenwerking met Jordy van Oostveen bracht de groep Sybian voort, die enkele hits heeft gehad met DJ Tony. De platen The Sybian/Massacre en Krekwakou/This Is Hell zijn beide op Superplastik uitgebracht en zijn op veel compilatie-cd's gezet.

## Belangrijke uitgaven
| Titel                     | Alias             | Label              | Jaar |
| ------------------------- | ----------------- | ------------------ | ---- |
| Impetuous                 | Collusion         | Impetuous          | 2000 |
| Increase / Decrease       | Lamoen            | Silicon Recordings | 2004 |
| The Sybian / The Massacre | Sybian vs DJ Tony | Superplastik       | 2005 |
| Krekwakwou / This Is Hell | Sybian vs DJ Tony | Superplastik       | 2006 |